# Andrea Lloyd
Andrea Lane Lloyd, coniugata Curry (Moscow, 2 settembre 1965), è un'ex cestista statunitense, professionista nella ABL e nella WNBA.

## Carriera
È stata selezionata dalle Minnesota Lynx al terzo giro del Draft WNBA 1999 (31ª scelta assoluta).
Con gli Stati Uniti ha disputato i Giochi olimpici di Seul 1988 e i Campionati mondiali del 1994.

## Palmarès
- Campionessa NCAA (1986)
- 2 volte campionessa ABL (1997, 1998)
- 1 volta Campionessa d'Italia (Ahena Cesena 1990)
- 1 volta Campionessa d'Europa (Ahena Cesena 1991)